# Costa de Marfil en los Juegos Olímpicos de Tokio 1964
Costa de Marfil estuvo representada en los Juegos Olímpicos de Tokio 1964 por nueve deportistas masculinos que compitieron en dos deportes.
El equipo olímpico marfileño no obtuvo ninguna medalla en estos Juegos.